# Blackwell (Texas)
Blackwell è un centro abitato degli Stati Uniti d'America, situato nella contea di Coke dello Stato del Texas.

## Geografia fisica
Blackwell è situata a 32°05′08″N 100°19′11″W (32.085516, -100.319605). Secondo lo United States Census Bureau, ha un'area totale di 0,6 miglia quadrate (1.6 km²).

## Società

### Evoluzione demografica
Secondo il censimento del 2000, 360 persone, 153 nuclei familiari e 106 famiglie risiedevano nella città. La densità di popolazione era di 602,4 persone per miglio quadrato (231,7/km²). C'erano 180 unità abitative a una densità media di 301,2 per miglio quadrato (115,8/km²). La composizione etnica della città era formata dal 90,56% di bianchi, lo 0,28% di afroamericani, lo 0,28% di nativi americani, il 7,78% di altre razze, e l'1,11% di due o più etnie. Ispanici o latinos di qualunque razza erano l'11,11% della popolazione.
Dei 153 nuclei familiari, il 32,7% aveva figli di età inferiore ai 18 anni, il 53,6% erano coppie sposate conviventi, l'11,8% aveva un capofamiglia femmina senza marito, e il 30,1% non erano famiglie. Circa il 28,1% di tutti i nuclei familiari erano individuali e il 14,4% aveva componenti con un'età di 65 anni o più che vivevano da soli. Il numero di componenti medio di un nucleo familiare era di 2,35 e quello di una famiglia era di 2,83.
Vi erano il 26,9% di persone sotto i 18 anni, il 6,4% di persone dai 18 ai 24 anni, il 25,3% di persone dai 25 ai 44 anni, il 18,6% di persone dai 45 ai 64 anni, e il 22,8% di persone di 65 anni o più. L'età media era di 40 anni. Per ogni 100 femmine, c'erano 91,5 maschi. Per ogni 100 femmine dai 18 anni in giù, c'erano 89,2 maschi.
Il reddito medio di un nucleo familiare era di 29.659 dollari, e per una famiglia era di 33.250 dollari. I maschi avevano un reddito medio di 30.000 dollari contro i 19.861 dollari delle femmine. Il reddito pro capite era di 14.686 dollari. Circa il 6,7% delle famiglie e l'11,2% della popolazione erano sotto la soglia di povertà, incluso il 20,4% di persone sotto i 18 anni e nessuno di 65 anni o più.